# Такасі Кавамура
Такасі Кавамура  (яп. 河村 たかし Кавамура Такасі, нар.. 3 листопада 1948) , Район Хіґасі, Наґоя, Японія)  — японський політик.

## Біографія
Народився 3 листопада 1948 року в Нагої. Закінчив університет Хітоцубасі. У 1990 році балотувався до парламенту Японії, але не був обраний. У 1993 році був обраний членом палати представників від партії «Нова партія Японії». Обирався до парламенту ще кілька разів, у 2009 році покинув парламент і балотувався на пост мера Нагої, в квітні 2009 року був обраний на цю посаду.
У 2009 році заявив, що він планує провести відновлення вежі замку Нагоя, зруйновані під час Другої світової війни.
20 лютого 2012 року на зустрічі з китайською делегацією, яка представляє Нанкін — місто-побратим Нагої, Кавамура заявив, що різанини в Нанкіні «можливо ніколи не було». Цей інцидент призвів до розриву офіційних відносин між двома містами. Заява Кавамура викликало критику з боку міністерства закордонних справ Китаю і частини громадян Нагої, які організували читання лекцій і створили інтернет-сайт.